# 장익환
장익환(張翌煥, 1937년 ~ 1992년)은 예천 출신의 대한민국의 지휘자이며 작곡·편곡가 겸 작사가이다.
국민학교 시절 어머니가 다니던 교회성가대에서 노래를 부르면서 음악을 접하게 되었으며 처음에는 트럼펫을 전공하였고 1961년 서라벌 예대에 들어가 작곡을 전공하였다.
해군 군악대에 들어가며 하사관(부사관)으로 복무 중 해군 본부 군악대장을 역임하였고 군재직때 1960년부터 3년 동안 미국 해군 음악학교의 재즈 대학에서 재즈음악, 작곡, 지휘를 공부하였다.
제대 후 부산에서 잠시 활동 후 KBS 방송음악 편곡을 맡았으며 1975년 KBS의 《가요대행진》 의작·편곡 담당하였다.
1983년 11월 1일 MBC 악단장에 취임하여 20명 남짓의 소규모 악단을 80명 규모의 팝스 오케스트라로 성장시켰으며 1988년 악단을 이끌고 88올림픽 개막식 음악 지휘에 참여하였다.
1985년 85회 《 MBC 방송연기대상》에서 MBC 상임지휘자로 공로상을 수상하였다.
1986년 한국에서는 처음으로 한국 고유의 민요 아리랑을 서양악기인 관악 편성에 맞게 편곡하여 찬사를 받았으며『 아리랑 서곡(The Arirang Overture) 』으로 불리고 있다.
많은 작품의 작·편곡을 맡는 등 활약하다가 1992년 4월 15일 별세하였다. 이후 1992년 19회 한국 방송대상에서 음악상을 수상하였다.

## 대표 작·편곡 작품 목록
- 젊은 영혼들, The Arirang Overture, 군악대 행진곡, 군가,멋진 사나이 외
- 1973년 가수 김준의 무지개사랑, 어느날 등 다양한 대중가요도 작곡 한 바 있다